# Cum ex apostolatus officio
Cum ex apostolatus officio (De notre charge apostolique) est le nom d'une bulle papale publiée par le pape Paul IV le 15 février 1559.

## Contenu de la bulle
La bulle indique que seul un catholique peut être élu pape. Elle applique cette restriction à tous les anciens catholiques ayant publiquement et manifestement fait preuve d'hérésie. Ainsi, Paul IV inscrivit dans sa bulle qu'aucun hérétique ne peut légalement occuper le poste de pape.

## Portée
L'évêque catholique Joseph Fessler (en) considère, dans son ouvrage La vraie et la fausse infaillibilité des papes qui reçut de Pie IX un bref papal approbatif, que la bulle Cum ex apostolatus officio « n'est qu'une loi pénale, non une définition dogmatique » et qu'elle ne contient pas une doctrine touchant la morale. Fessler dit aussi notamment de Cum ex apostolatus officio : « ce décret pontificale n'est pas une définition de foi, ni par suite un jugement ex cathedra. [...] Il est absolument certain [...] que cette bulle n'est pas une définition de foi, une décision doctrinale, un jugement ex cathedra. Elle est évidemment un acte émanent du suprême pouvoir législatif et pénal des Papes, mais non de leur suprême autorité doctrinale. »
De même, le cardinal Joseph Hergenröther écrit qu'« aucun de ceux qui pratiquent la théologie dogmatique » ne considère que la bulle est doctrinale ou ex cathedra ; Hergenröther ajoute que la portée de la bulle est considérée par tous comme ayant une portée uniquement pénale.

### Sources
- (en) Cet article est partiellement ou en totalité issu de l’article de Wikipédia en anglais intitulé « Cum ex apostolatus officio » (voir la liste des auteurs).

### Texte de la bulle
- (la) Cum ex apostolatus officio (Wikisource)